# روز ورود به بزرگسالی

روز ورود به بزرگسالی در ژاپن معاصر جشن ۲۰ سالگی، (به ژاپنی: 成人の日) نام یکی از جشن‌های ملی در کشور ژاپن و در تقویم رسمی آن کشور، تعطیل عمومی است. در ژاپن معاصر جشن ۲۰ سالگی، روزی است که ورود جوانان ژاپنی به سن قانونی (۲۰ سالگی) در هرسال، در دومین دوشنبه ماه میلادی ژانویه جشن گرفته می‌شود.